# Evaristo Fernández de San Miguel
Fernández de San Miguel y Valledor est un nom espagnol. Le premier nom de famille, en général paternel, est Fernández de San Miguel ; le second, en général maternel, souvent omis, est Valledor.
Evaristo Fernández de San Miguel y Valledor, né à Gijón le 26 octobre 1785 et mort à Madrid le 29 mai 1862, est un noble, militaire, homme politique et historien espagnol, sénateur de la province de Pontevedra (1843) puis sénateur à vie (1851-1862).